# Diecezja Teramo-Atri
Diecezja Teramo-Atri - diecezja rzymskokatolicka we Włoszech. Powstała w roku 500. W latach 1949–1986 złączona aeque principaliter z diecezją Atri. W 1986 po przyłączeniu terenu diecezji Atri przyjęła obecną nazwę.

## Ordynariusze

### Diecezja Teramo
- Matteo de Balato (1252 - 1267)

...
- Bł. Antonio Fatati (1450 - 1463)
- Giovanni Campani (1463 - 1477)
- Francesco de Perez (1479 - 1489)
- Giovanni Battista Petrucci (Petruzzi) (1489 - 1493)
- Filippo Porcelli (1493 - 1517)
- Camillo Porzj (1517 - 1522)
- Francesco Cherigatto (1522 - 1539)
- Bartolomeo Guidiccioni (1539 - 1542)
- Bernardino Silverii-Piccolomini (1542 - 1545)
- Giacomo Savelli (1545 - 1546)
- Giovanni Giacomo Barba, (1546 - 1553)
- Giacomo Silverii-Piccolomini (1553 - 1581)
- Giulio Ricci (1581 - 1592)
- Vincenzo Bugiatti da Montesanto, (1592 - 1609)
- Giambattista Visconti, (1609 - 1638)
- Girolamo Figini-Oddi (1639 - 1659)
- Angelo Mausoni (1659 -  1665)
- Filippo de Monti (1666 - 1670)
- Giuseppe Armenj (Armenio) (1670 - 1693)
- Leonardo Cassiani (1693 - 1715)
- Giuseppe Riganti (1719 - 1720)
- Francesco Maria Tansj (Tansi) (1721 - 1723)
- Pietro Agostino Scorza (Scortia) (1724 - 1731)
- Tommaso Alessio de’ Rossi (1731 - 1749)
- Panfilo Antonio Mazzara (1749 - 1766)
- Ignazio Andrea Sambiase,  (1767 - 1776)
- Luigi Maria Pirelli, (1777 - 1804)
- Francesco Antonio Nanni, (1805 - 1822)
- Giuseppe Maria Pezzella, (1823 - 1828)
- Alessandro Berettini (1830 - 1849)
- Pasquale Taccone (1850 - 1856)
- Michele Milella, (1859 - 1888)
- Francesco Trotta (1888 - 1902)
- Alessandro Beniamino Zanecchia-Ginnetti, O.C.D. (1902 - 1920)
- Settimio Quadraroli (1921 - 1927)
- Antonio Micozzi (1927 - 1944)
- Gilla Vincenzo Gremigni, M.S.C. (1945 - 1951)

### Diecezja Teramo i Atri
- Stanislao Amilcare Battistelli, C.P. (1952 - 1967)
- Abele Conigli (1967 - 1988)

### Diecezja  Teramo-Atri
- Antonio Nuzzi (1988- 2002)
- Vincenzo D’Addario (2002-2005)
- Michele Seccia (2006-2017)
- Lorenzo Leuzzi (od 2017)